# Instrumentarium (Museum)
Das Instrumentarium im ehemaligen Gemeindehaus in Nothweiler, Pfalz, war ein Museum für Optik, Fotoapparate, Projektoren, Messtechnik und mathematische Geräte. Es wurde 2001 mit der 400 Ausstellungsstücke umfassenden Sammlung eines Privatmannes eröffnet. Ende 2012 wurde das Museum geschlossen und die Sammlung versteigert.

## Sammlungen
Es wurden im Bereich Optik die Entwicklung von Sehhilfen, Ferngläsern, Mikroskopen, im Bereich Fotografie Kameras von der Camera Obscura bis zur Agentenkamera gezeigt. Dazu waren Projektoren und andere Wiedergabegeräte zu sehen.
An Messinstrumenten wurden besonders Geräte aus der Nautik und dem Markscheidewesen, Waagen, Wind- und Wärmemesser und Messgeräte aus der Elektrotechnik präsentiert.
Eine eigene Abteilung befasste sich mit der Mathematik. Zu sehen waren Rechenstäbe und Rechenmaschinen.